# Żambołat Łokjajew
Żambołat Safarbijewicz Łokjajew (ros. Жамболат Сафарбиевич Локьяев; 17 grudnia 1994) – rosyjski zapaśnik walczący w stylu klasycznym. Mistrz Europy w 2021 i piąty w 2020. Wygrał indywidualny Puchar Świata w 2020. Drugi w Pucharze Świata w 2016. Wojskowy mistrz świata z 2016 i 2018. 
Drugi na ME U-23 w 2017. Trzeci na mistrzostwach Europy juniorów z 2014. Mistrz Rosji w 2019 i 2020; drugi w 2018, 2022 i 2023; trzeci w 2015 i 2016 roku.